# Räummaschine

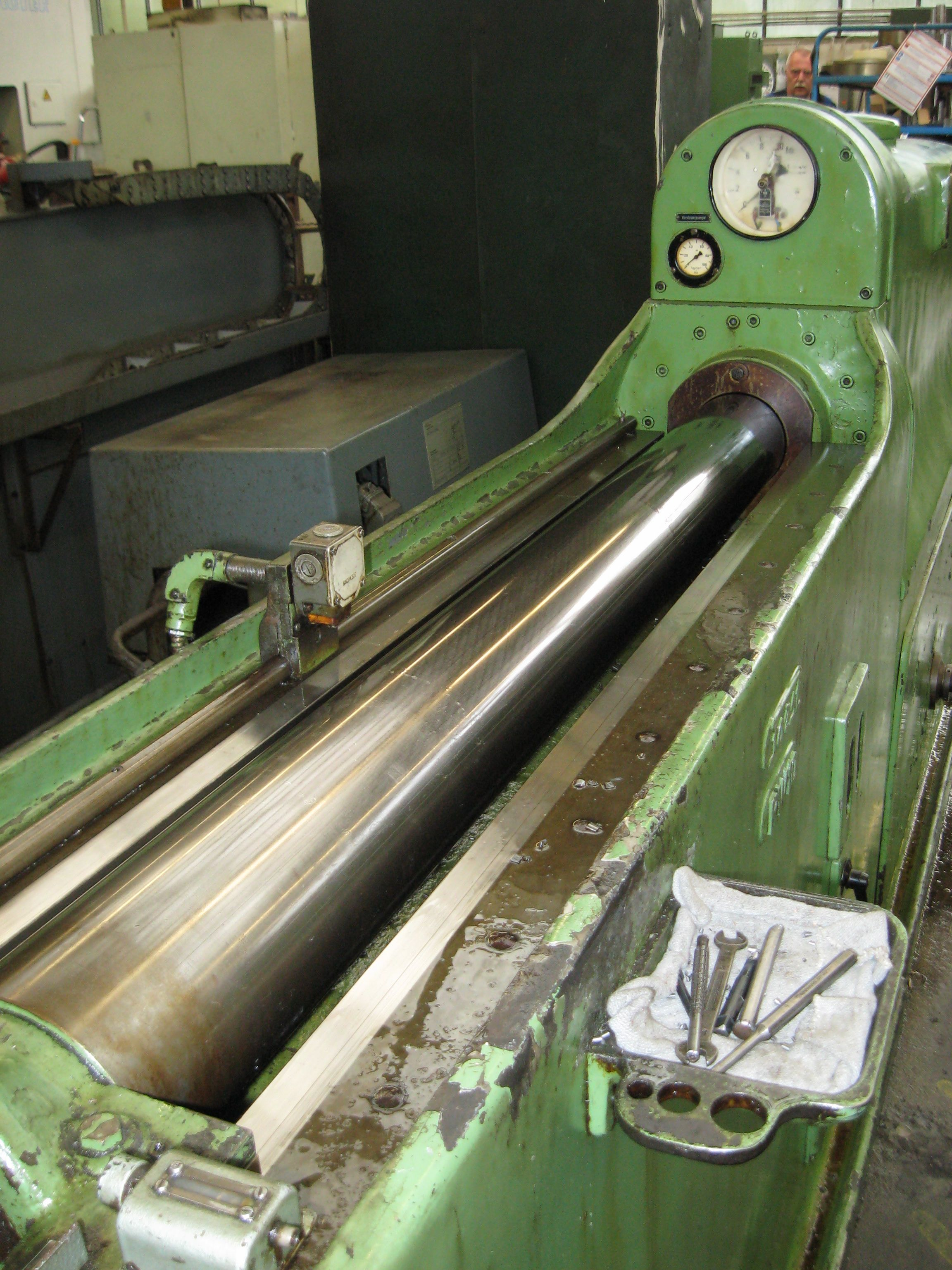
Hydraulikzylinder einer horizontalen Räummaschine

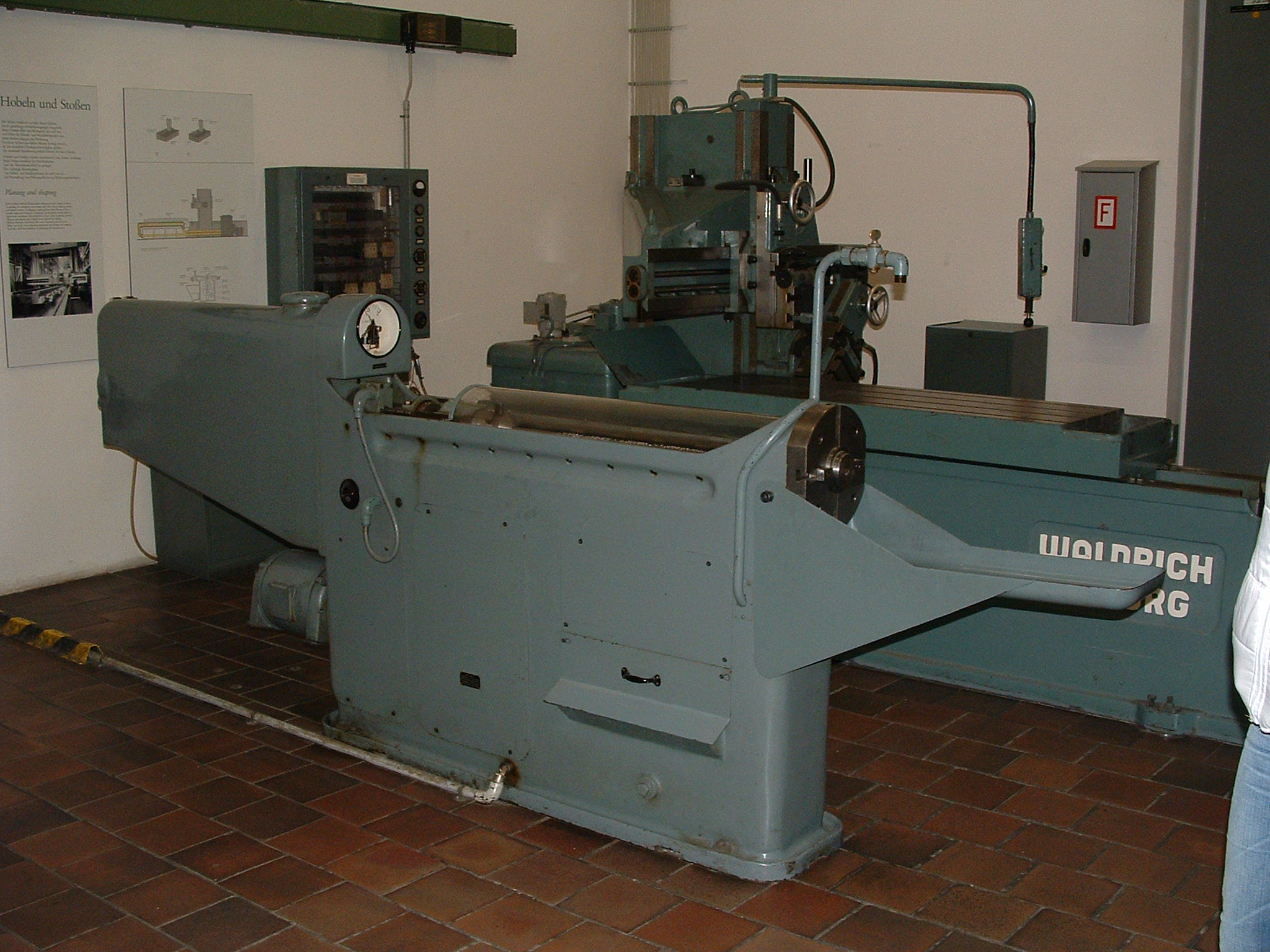
Alte Räummaschine von vorne

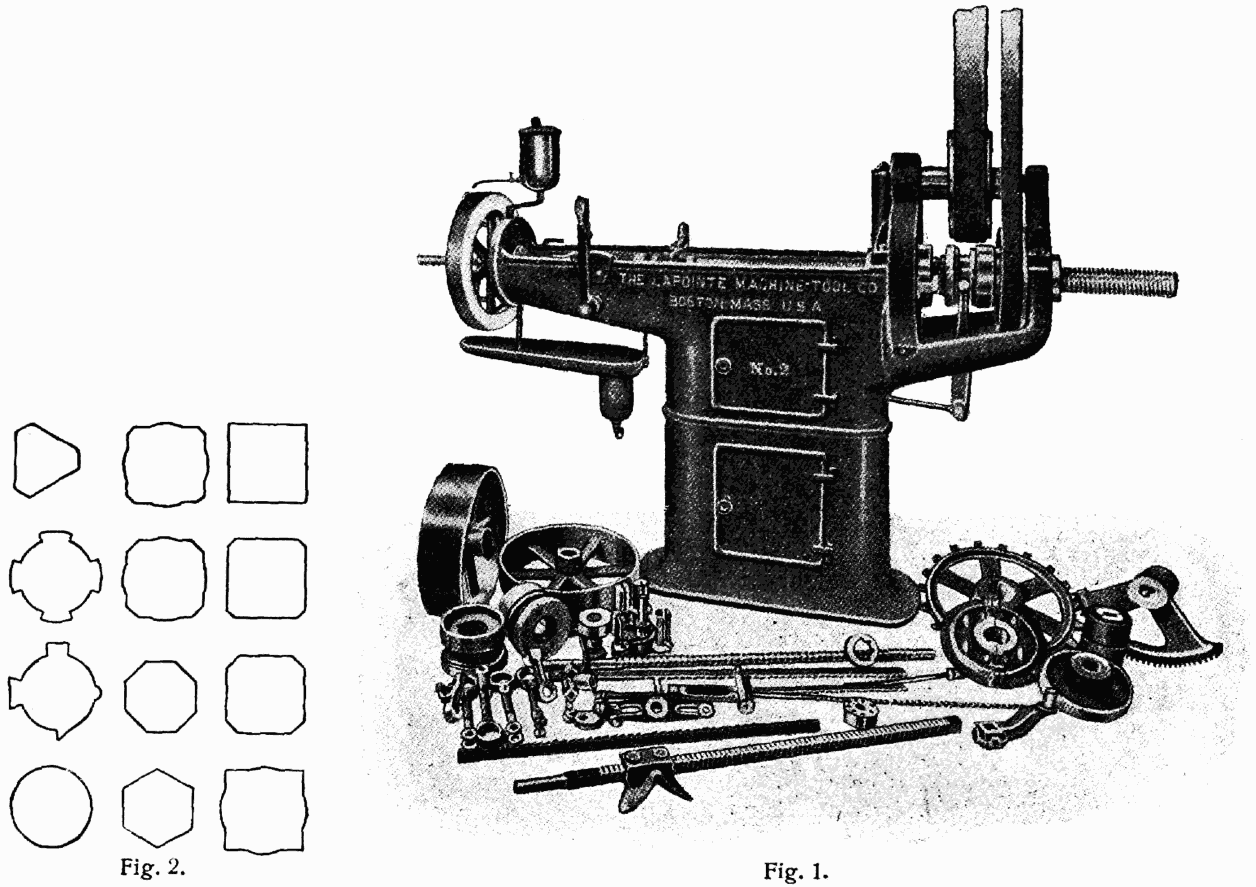
Räummaschine 1904

Eine Räummaschine ist eine Werkzeugmaschine, mit dem Werkstücke durch das Fertigungsverfahren Räumen bearbeitet werden können. Dabei wird ein Räumwerkzeug, das mehrere hintereinanderliegende Schneiden hat, am Werkstück vorbeigeführt (Außenräumen) oder durch eine bereits vorhandene Bohrung hindurchgeführt (Innenräumen). Die Arbeitsbewegung besteht somit aus einer einzigen linearen Bewegung; hinzu kommen lediglich die Bestückung mit den Rohteilen und die Entnahme der Fertigteile, die jeweils manuell oder automatisiert erfolgen kann. Bei Räummaschinen wird unterschieden zwischen Außen- und Innenräummaschinen sowie zwischen waagrechten und senkrechten Maschinen mit entsprechender Werkzeugbewegung. Meistens werden die Innenräummaschinen senkrecht und die Außenräummaschinen waagrecht ausgeführt. Räummaschinen sind meist einfach aufgebaut verglichen mit anderen Werkzeugmaschinen wie Drehmaschine oder Fräsmaschinen und bestehen aus einem Gestell, einem hydraulischen oder elektrischen Antrieb, einer Spannvorrichtung für die Werkstücke und einer für das Werkzeug. Manchmal kommen auch mehrere Werkzeuge und Werkstücke gleichzeitig zum Einsatz.

## Allgemeines

### Bauarten, Klassifikation, Normung
Die Baugrößen und Anschlussmaße sind genormt in der DIN 55141 bis DIN 55145. Die Normen wurden zwar zurückgezogen, die Hersteller orientieren sich jedoch nach wie vor daran, damit vorhandene Werkzeuge auch auf neuen Maschinen genutzt werden können. Für die Bezeichnung der Bauarten gibt es ein Buchstabenschema, das von einer Zahlenfolge ergänzt wird.
- 1. Buchstabe: R – Räummaschine
- 2. Buchstabe:
  - A – Außen
  - I – Innen
  - K – Kontinuierlich arbeitend (Kettenantrieb/Kettenräummaschine)
- 3. Buchstabe:
  - S – Senkrecht
  - W – Waagrecht
- 4. Buchstabe:
  - A – An- und abfahrbarender Tisch
  - AT – An und abfahrbarender Teiltisch
  - F – Fester Tisch
  - H – Hebetisch oder Hubtisch
  - K – Kipptisch
  - M – Mechanischer Antrieb
  - T – Teiltisch
  - X – Sonderausführung
  - Z – Zweizylinder-Bauweise

Danach folgt eine Zahl, die die Räumkraft (Schnittkraft beim Räumen) in Megapascal (10 × kN) angibt. eine weitere für die Hublänge in Millimetern und der Baugröße in Millimetern. Dabei handelt es sich um die Breite der Aufspannplatte bei Innenräummaschinen oder um die Breite des Werkzeugschlittens bei Außenräummaschinen. Bei Kettenräummaschinen folgt zusätzlich noch die Anzahl der Werkstückträger.
Beispiel RISH 16 × 2000 × 400
Dies bezeichnet eine senkrechte Innenräummaschine mit Hebetisch. Sie verfügt über eine Räumkraft von 160 kN, eine Hublänge von 2000 mm und eine Aufspannplattenbreite von 400 mm.

### Personalqualifikation
Das Personal der Raummaschinen benötigt meist keine besondere Qualifikation. Da die Taktzeiten kurz sind, sind die Maschinen häufig mit automatischen Be- und Entladeeinrichtungen ausgestattet.

### Anforderungen
Sämtliche Werkzeugmaschinen sollen möglichst produktiv sein und dabei die geforderten Genauigkeiten einhalten. Bei Räummaschinen folgen daraus Forderungen nach möglichst hoher Schneidgeschwindigkeit, die jedoch begrenzt ist, da die Werkzeuge zu Beginn der Bearbeitung beschleunigt und am Ende wieder abgebremst werden müssen. Die erreichbaren Schnittgeschwindigkeiten liegen meist bei etwa 30 m/min, mit Sondermaßnahmen sind auch bis zu 120 m/min möglich. Die Räumkräfte sind sehr hoch und müssen während der Bearbeitung vom Gestell und Rahmen aufgenommen werden. Außerdem ändert sich die Räumkraft jedes Mal wenn ein weiterer Zahn des Werkzeugs in das Werkstück eindringt oder es verlässt, was zu Schwingungen führt die sich negativ auf die erreichbaren Genauigkeiten auswirken. Daher sollen Räummaschinen und ihre Antriebe möglichst eine hohe statische und dynamische Steifigkeit aufweisen. Dies betrifft außerdem die Werkstückaufnahme und die Führungen der Schlitten die zusätzlich noch verschleißarm sein sollen. Zudem wird eine gute Späneabfuhr gefordert.

### Antriebe
An Räummaschinen wurden lange Zeit vor allem hydraulische Antriebe verwendet, die sich durch geringe Anschaffungskosten und hohe Beschleunigungen auszeichnen. In neueren Maschinen kommen vermehrt Elektromotoren mit mechanischem Getriebe zum Einsatz, die sich durch hohe Steifigkeit, Energieeffizienz und niedrige Betriebskosten auszeichnen.

#### Hydraulische Antriebe
Hydraulische Antriebe werden häufig bei Senkrecht-Räummaschinen bis zu einer Räumlänge von etwa 2,5 Metern eingesetzt und bei waagrechten mit kurzen Hublängen. Sie sind günstig anzuschaffen, haben bezogen auf ihr Gewicht eine hohe Leistung (Leistungsgewicht) und können hohe Beschleunigungen erreichen bei begrenzter Höchstgeschwindigkeit. Da die Flüssigkeiten jedoch prinzipiell kompressibel sind, ist die Steifigkeit der Antriebe gering. Ebenso ist die Energieeffizienz eher niedrig, die Betriebskosten hoch und die Verwendung von modernen CNC-Steuerungen ist etwas aufwendiger, da die elektrischen Steuerungen erst die hydraulischen Ventile ansteuern müssen. Dafür werden Servo- oder Proportionalventile genutzt.
Als Bauarten kommen Axialkolbenpumpen, Flügelzellenpumpen und Zahnradpumpen in Frage. Die Flügelzellenpumpen zeichnen sich bei niedrigen Drehzahlen vor allem durch ihren geringen Schalldruckpegel aus.
Die meisten hydraulischen Antriebe arbeiten im niedrigen Druckbereich von 80 bis 100 bar. Für höhere Schnittgeschwindigkeiten werden auch Drücke von bis zu 150 bar genutzt, womit Geschwindigkeiten von 60 m/min möglich sind. Höhere Geschwindigkeiten bis 120 m/min sind zwar machbar, jedoch steigen die nötigen Volumenströme dabei an. Es werden große Zylinderdurchmesser benötigt sowie spezielle und aufwendige hydraulische Schaltungen. Bei hohen Geschwindigkeiten werden daher meist elektromechanische Antriebe verwendet.

#### Elektromechanische Antriebe
Elektromechanische Antriebe bestehen aus einem Elektromotor und einem mechanischen Getriebe zur Umwandlung der rotatorischen Motorbewegung in eine lineare Arbeitsbewegung. Bei waagrechten Räummaschinen mit großem Hub werden dazu Zahnstange-Ritzel-Systeme verwendet, ansonsten kommen auch Kugelgewindetriebe oder Rollengewindespindeln in Frage. Elektrische Antriebe zeichnen sich durch einen niedrigeren Leistungsbedarf aus. Die Energiekosten sind im Leerlaufbetrieb geringer und können bei senkrechten Maschinen zusätzlich durch die Rückspeisung gesenkt werden. Der größte Vorteil der elektromechanischen Antriebe ist ihre hohe Steifigkeit, die zu geringeren Schwingungen und damit genaueren Werkstücken führt. Sie werden bei Aufgaben mit besonders hohen Anforderungen eingesetzt, etwa die Bearbeitung von dünnwandigen Rohren oder bei schwer zerspanbaren Werkstoffen. Die Verbindung mit CNC-Steuerungen ist bei ihnen einfacher. Außerdem fällt das Druckmedium der hydraulischen Antriebe weg. Daher sind elektromechanische Antriebe umweltfreundlicher und eignen sich für die Trockenbearbeitung die bei der Hartzerspanung Standard ist. Zwischen 2000 und 2015 hat die Verbreitung der elektromechanischen Antriebe ständig zugenommen, was auch durch eine strengere Umweltschutz-Gesetzgebung begünstigt wurde.
Der Standardaufbau der Antriebe besteht aus dem Motor, einer Kupplung, einem Riemengetriebe und einem Übersetzungsgetriebe. Torquemotoren können sehr hohe Drehmomente erzeugen und eignen sich als Direktantriebe, also ohne Kupplung und Getriebe, was zu einer höheren Steifigkeit und Dynamik des Antriebs führt und somit letztendlich zu einer höheren Produktivität.

### Waagrechte und senkrechte Maschinen
Bei senkrechten Räummaschinen hängt das Werkzeug in der Halterung und wird daher nicht auf Biegung beansprucht; die erreichbaren Genauigkeiten sind damit höher. Außerdem können die Späne einfacher aus dem Werkzeug herausfallen und abtransportiert werden. Sie nutzen die vorhandene Fläche optimal aus und lassen sich auch gut in vollautomatische Fertigungsstraßen integrieren. Nachteilig ist, dass Maschinen in Zwei-Zylinder-Bauweise über ein besonderes Fundament verfügen müssen. Dieses wird wegen der hohen Kosten häufiger abgelehnt was zur Verwendung von Senkrecht-Räummaschinen mit Hubtisch geführt hat. Diese benötigen kein spezielles Fundament.
Bei waagrechten Maschinen müssen die Werkstücke nicht oder kaum angehoben werden. Dies ist vor allem bei großen und schweren Werkstücken von Vorteil.

## Innenräummaschinen
Innenräummaschinen werden zum Innenräumen verwendet. Sie werden meist als senkrechte Maschinen ausgeführt. Es wird unterschieden zwischen Maschinen mit feststehendem Tisch auf dem das Werkstück aufliegt und bewegten Werkzeugen und Maschinen mit Hubtischen (bewegte Werkstücke und stehende Werkzeuge.)

### Innenräummaschinen mit bewegten Werkzeugen
Innenräummaschinen mit bewegten Werkzeugen waren lange die Standardbauweise. Sie sind häufig mit zwei Hydraulikzylindern ausgestattet für die Werkzeugbewegung. Das Werkstück liegt auf dem Tisch der sich etwa auf halber Höhe der Maschine befindet. Zu Beginn der Bearbeitung befindet sich das Werkzeug direkt über der zu Räumenden Bohrung und wird von einem Endstückhalter aufgenommen. Dort hängt es und wird nach unten bewegt und in die Bohrung eingeführt. Von unten greift dann der Schafthalter nach dem Vorderteil des Werkzeuges und verriegelt es. Danach bewegen sich die Hydraulikkolben und drücken dabei über die Zugtraverse den Schafthalter nach unten der dabei das Räumwerkzeug durch die Bohrung zieht. Anschließend wird das Werkstück entnommen und der Schafthalter fährt wieder nach oben damit der Endstückhalter das Werkzeug aufnehmen kann. Danach kann ein neues Werkstück auf den Tisch gelegt werden.

### Innenräummaschinen mit bewegten Werkstücken und Hubtischen
Diese zeichnen sich durch eine niedrigere Bauhöhe aus. Außerdem sind geringere Taktzeiten möglich, da die einzelnen Komponenten sich zeitgleich bewegen können.
Das Werkstück wird auf den Hubtisch aufgelegt, der sich am unteren Ende der Maschine befindet. Darüber hängt das Räumwerkzeug im Endstückhalter. Falls der Hubtisch nun Richtung Werkzeug fahren würde, würde das Werkzeug auf Druck beansprucht, womit die Gefahr des Knickens bestünde. Daher fährt zunächst der Endstückhalter ein wenig nach unten und führt den Schaft des Werkzeuges durch die Bohrung des Werkstücks. Danach greift der Schafthalter von unten nach dem Werkzeug und erst danach fährt der Hubtisch nach oben und vollführt somit die Arbeitsbewegung. Währenddessen wird ausschließlich der Hubtisch bewegt, um Schwingungen zu reduzieren, was sich positiv auf die erreichte Genauigkeit auswirkt.
Nach der Bearbeitung wird das Werkzeug aus dem Endstückhalter gelöst und vom Schafthalter vollständig durch das Werkstück gezogen, sodass das Werkstück vom Hubtisch noch in der oberen Position entnommen werden kann. Danach fährt der Hubtisch wieder in seine untere Ausgangsposition und das Werkzeug wird wieder an den Endstückhalter übergeben.

### Sondermaschinen zum Drall- und Tubusräumen
Beim Drallräumen wird der geraden Hauptbewegung des Räumwerkzeuges eine rotierende Bewegung überlagert. Dadurch können auch schrägverzahnte Zahnräder für Planetengetriebe hergestellt werden. Diese Maschinen benötigen somit zwei gesteuerte Achsen.
Das Tubusräumen (auch Topfräumen genannt) dient zur Herstellung von geschlossenen Außenprofilen wie außenverzahnten Zahnrädern. Die Maschinen dafür werden jedoch von Innenräummaschinen abgeleitet. Das Räumwerkzeug besteht aus einem Hohlzylinder mit nach innen gerichteten Schneiden. Die Maschinen sind meist als Zwei-Zylinder-Bauweise ausgeführt und verfügen meist über feststehende Werkzeuge, Hubtische aber keine Endstückhalter. Die Werkstücke werden auf den Hubtisch gelegt und von unten durch das Räumwerkzeug gedrückt und von oben entnommen. Es gibt jedoch auch Ausführungen mit bewegten Werkzeugen.

## Normen
- DIN 8665 Abnahmebedingungen für Werkzeugmaschinen; Senkrechtaußenräummaschinen
- DIN 8666 Abnahmebedingungen für Werkzeugmaschinen; Waagrechtaußenräummaschinen
- DIN 8667 Abnahmebedingungen für Werkzeugmaschinen; Senkrechtinnenräummaschinen
- DIN 8668 Abnahmebedingungen für Werkzeugmaschinen; Waagrechtaußenräummaschinen
- DIN 55141 Senkrecht-Außenräummaschinen; Baugrößen (2003 zurückgezogen)
- DIN 55142 Waagrecht-Außenräummaschinen; Baugrößen (2003 zurückgezogen)
- DIN 55143 Senkrecht-Innenräummaschinen; Räumen durch Werkzeugbewegung, Baugrößen (2003 zurückgezogen)
- DIN 55144 Waagrecht-Innenräummaschinen; Baugrößen (2003 zurückgezogen)
- DIN 55145 Werkzeugmaschinen. Waagrecht-Außenräummaschinen kontinuierlich arbeitend (Kettenräummaschinen); Baugrößen (2003 zurückgezogen)